# Danza persa

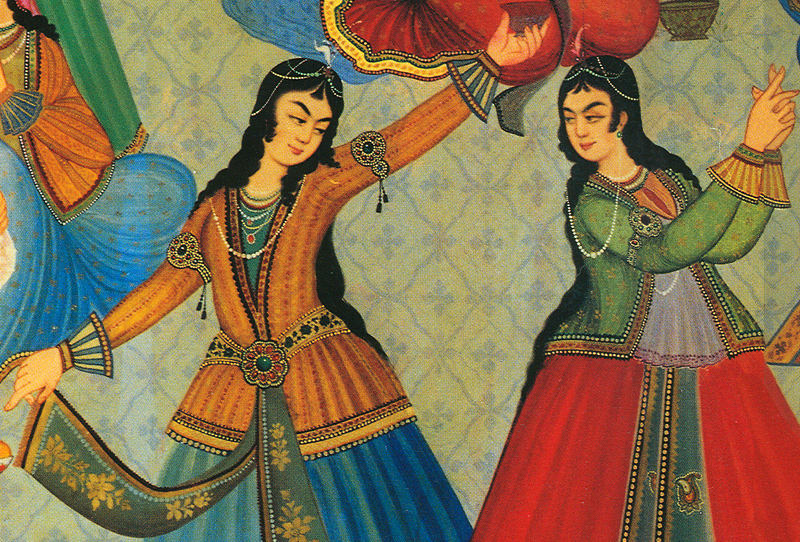
El baile está históricamente entrelazado con muchas culturas de todo el mundo. Aquí, las mujeres persas del bailan en una ceremonia en Irán por su cabello.

La Danza persa o danza iraní (en idioma persa : رقص ایرانی) se refiere a los estilos de danza autóctona de Irán. Los géneros de danza en Irán varían según el área, la cultura y el idioma de la población local, y pueden ir desde reconstrucciones sofisticadas de bailes de corte refinados hasta bailes folclóricos enérgicos.  La población de Irán incluye muchas etnias, como kurdos, azeríes, turcomanos, judíos, armenios, georgianos, además de numerosos grupos tribales iraníes que se pueden encontrar dentro de las fronteras del Irán actual. Cada grupo, región y época histórica tiene estilos de baile específicos asociados. Raghs (también escrito como Raqs) es la palabra árabe para la danza, y es casi exclusivamente la palabra utilizada para la danza en persa, ya que la palabra persa para la danza, «paykubi», ya no es de uso común. También es la palabra en Azerbaiyán para el baile (Reqs ). La palabra kurda para el baile es «Halperke», y los lurs de Lorestan usan la palabra «Bākhten» (o Bāzee) para la danza.

## Historia
La danza persa más antigua investigada es una danza que adora a Mitra (como en el Culto de Mitra) en la que se sacrificaba un toro. Este culto más tarde se convirtió en uno muy adherido al Imperio Romano. El baile fue para promover el vigor en la vida.  La danza persa antigua fue investigada significativamente por el historiador griego Heródoto de Halikarnaso, en su obra Libro IX (Calliope), en la que describe la historia de los imperios asiáticos y las guerras persas hasta el 478 AC. La antigua Persia fue ocupada por potencias extranjeras primero los griegos, luego árabes y luego mongoles y, a su vez, se produjeron inestabilidades políticas y guerras civiles. A lo largo de estos cambios, hubo una lenta desaparición de las tradiciones de danza patrimonial.
Después de la caída del Imperio Persa, cuando el país fue destruido, las mujeres y jovencitas iraníes fueron esclavizadas por los nuevos conquistadores, a menudo obligadas a la esclavitud sexual y obligadas a bailar eróticamente para los nuevos gobernantes. La prohibición religiosa del baile en Irán se produjo con la expansión del Islam, pero fue estimulada por los acontecimientos históricos. La prohibición religiosa a la danza aumentó y disminuyó a lo largo de los años, pero después de la revolución iraní en 1979 ya no se permitió el baile debido a la frecuente mezcla de sexos. La compañía nacional de ballet iraní se disolvió y sus miembros emigraron a diferentes países. Como resultado, muchos de los talentosos bailarines persas se mudaron a Occidente y se extendieron principalmente por Europa y Estados Unidos, y la nueva generación de bailarines y artistas de ballet iraníes creció en la diáspora.

## Géneros de baile
Irán posee cuatro categorías de baile y estos géneros son; danzas de cadena o de línea, danza de improvisación individual, bailes de guerra o de combate y bailes rituales o espirituales.
- Los bailes en línea o de cadena a menudo se nombran por la región o los grupos étnicos con los que están asociados.[1]
- La danza de improvisación individual incluye generalmente reconstrucciones de Safavid y Qajar Court Dance. A menudo son danzas de improvisación y utilizan movimientos delicados y elegantes de las manos y los brazos, como los círculos de la muñeca.[1]
- Las danzas de guerra o combate imitan el combate o ayudan a entrenar al guerrero. Se podría argumentar que los hombres del zurkhaneh, un gimnasio de estilo persa tradicional) llamado la «Casa de la Fuerza» y sus movimientos de entrenamiento de lucha ritualizados son conocidos como un tipo de baile llamado «Raghs-e-Pa», pero también podría ser visto como un arte marcial.[1][6]
- Los bailes rituales o espirituales, a menudo son sufíes se conocen como «sama» y también un tipo de «zikr» (canto religioso).[1] Hay varios tipos de baile en trance para prácticas de sanación en Irán y las áreas circundantes. Un ritual de curación que involucra trance, música y movimiento se llama «le'b guati» de los baluchis del este de Irán, que se realiza para librar a una persona poseída por un espíritu y parece ser un estado similar al de un exorcismo.[2] Hay un término en Balochi «gowati» para pacientes psicológicamente enfermos —poseídos por el viento— que se han recuperado a través de la curación musical.[7]